# Liste der Kulturgüter in Hägglingen
Die Liste der Kulturgüter in Hägglingen enthält alle Objekte in der Gemeinde Hägglingen im Kanton Aargau, die gemäss der Haager Konvention zum Schutz von Kulturgut bei bewaffneten Konflikten, dem Bundesgesetz vom 20. Juni 2014 über den Schutz der Kulturgüter bei bewaffneten Konflikten sowie der Verordnung vom 29. Oktober 2014 über den Schutz der Kulturgüter bei bewaffneten Konflikten unter Schutz stehen.
Objekte der Kategorie A sind im Gemeindegebiet nicht ausgewiesen, Objekte der Kategorie B sind vollständig in der Liste enthalten, Objekte der Kategorie C fehlen zurzeit (Stand: 1. Januar 2023). Unter übrige Baudenkmäler sind weitere geschützte Objekte zu finden, die in der Bau- und Nutzungsordnung der Gemeinde verzeichnet und nicht bereits in der Liste der Kulturgüter enthalten sind.

## Kulturgüter
| Foto |                                                                          | Objekt                                                      | Kat. | Typ | Standort                         | Beschreibung |
| ---- | ------------------------------------------------------------------------ | ----------------------------------------------------------- | ---- | --- | -------------------------------- | ------------ |
| ja   | Datei hochladen · Wikidata zu Katholische Kirche St. Michael (Q29576151) | Katholische Kirche St. Michael mit Pfarrhaus KGS-Nr.: 00118 | B    | G   | Chilerain 2, 2.2 661569 / 248844 |              |

## Übrige Baudenkmäler
| ID  | Foto |                                                                                       | Objekt                                          | Typ | Standort                             | Beschreibung                                                                    |
| --- | ---- | ------------------------------------------------------------------------------------- | ----------------------------------------------- | --- | ------------------------------------ | ------------------------------------------------------------------------------- |
| 901 | ja   | Datei hochladen · Wikidata zu Schulhaus (Q112118461)                                  | Schulhaus                                       | G   | Oberdorfstrasse 4 661611 / 248733    |                                                                                 |
| 902 | ja   | Datei hochladen · Wikidata zu Ehemaliges Bauernhaus / Vielzweckbau (Q112118497)       | Ehemaliges Bauernhaus / Vielzweckbau            | G   | Oberdorfstrasse 3 661644 / 248757    |                                                                                 |
| 903 | BW   | Datei hochladen                                                                       | Ehemaliges Bauernhaus / Vielzweckbau            | G   | Oberdorfstrasse 5 661661 / 248717    |                                                                                 |
| 904 | BW   | Datei hochladen                                                                       | Wohnhaus                                        | G   | Oberdorfstrasse 8 661666 / 248653    |                                                                                 |
| 905 | BW   | Datei hochladen                                                                       | Ehemaliges Bauernhaus / Vielzweckbau            | G   | An der Vorstadt 7 661960 / 248670    |                                                                                 |
| 907 | BW   | Datei hochladen                                                                       | Altes Schulhaus / Wohnhaus                      | G   | Sandbühlstrasse 2 661613 / 248982    |                                                                                 |
| 908 | ja   | Datei hochladen · Wikidata zu Gasthof Zum Kreuz (Q112118519)                          | Gasthof «Zum Kreuz»                             | G   | Sandbühlstrasse 1 661602 / 248998    |                                                                                 |
| 909 | ja   | Datei hochladen · Wikidata zu Gasthof Zum Wilden Mann (Q112118577)                    | Gasthof «Zum Wilden Mann»                       | G   | Mitteldorfstrasse 6 661539 / 248963  |                                                                                 |
| 910 | ja   | Datei hochladen · Wikidata zu Ehemaliger Kornspeicher (Q112118619)                    | Ehemaliger Kornspeicher                         | G   | Wagenrain 2 661526 / 248694          |                                                                                 |
| 911 | ja   | Datei hochladen · Wikidata zu Vielzweckbau (Q112118638)                               | Vielzweckbau                                    | G   | Schafweid 1 661472 / 248572          | Alte Adresse: Friedhofstrasse 14                                                |
| 912 | ja   | Datei hochladen · Wikidata zu Ehemalige Bäckerei / Wohnhaus (Q112120084)              | Ehemalige Bäckerei / Wohnhaus                   | G   | Poststrasse 1 661601 / 248877        | Alle Adressen des Hauses: Poststrasse 1 Poststrasse 3 Schmitteweg 1 Chilerain 3 |
| 913 | ja   | Datei hochladen · Wikidata zu Wohnhaus (Q112121988)                                   | Wohnhaus                                        | G   | Schmitteweg 2 661614 / 248887        |                                                                                 |
| 914 | ja   | Datei hochladen · Wikidata zu Ehemaliges Bauernhaus, Westlicher Wohnteil (Q112122093) | Westlicher Wohnteil des ehemaligen Bauernhauses | G   | Poststrasse 7 661633 / 248886        |                                                                                 |
| 915 | BW   | Datei hochladen                                                                       | Wohnhaus «Börihaus»                             | G   | Eggental 2 661517 / 249078           |                                                                                 |
| 916 | BW   | Datei hochladen                                                                       | Wohnhaus                                        | G   | Dottikerstrasse 3 661464 / 248944    |                                                                                 |
| 918 | ja   | Datei hochladen · Wikidata zu Doppelbauernhaus / Vielzweckbau (Q112123403)            | Doppelbauernhaus / Vielzweckbau                 | G   | Hochstrasse 2 661126 / 249022        |                                                                                 |
| 919 | ja   | Datei hochladen · Wikidata zu Muttergotteskapelle Rüti (Q112123457)                   | Muttergotteskapelle Rüti                        | G   | Rüti 5.2 663092 / 247727             |                                                                                 |
| 920 | BW   | Datei hochladen                                                                       | Bruderklausendenkmal                            | G   | Bruderklausenstrasse 662455 / 248533 |                                                                                 |

Legende: Siehe Legende der Liste der Kulturgüter von nationaler und regionaler Bedeutung. Anstelle der KGS-Nummer wird als Objekt-Identifikator (ID) die Inventar- oder Gebäudenummer in der Bau- und Nutzungsordnung der Gemeinde verwendet.